# 125Y busz (Debrecen)
A debreceni 125Y jelzésű autóbusz a Veres Péter utca és a Vincellér utca között közlekedik. Útvonala során érinti a Veres Péter utcai lakótelepet, a Regionális Képző Központot, a Zsuzsi kisvasutat, a Debrecen-Szabadságtelep vasúti megállóhelyet, a Bányai Júlia Általános Iskolát, a Hajdú-Bihar Megyei Földhivatal, a Csokonai Színházat, a Kistemplomot, a Helyközi autóbusz-állomást, a Mechwart András Szakközépiskolát, a belvárost, a Segner teret, és a Tócóskertet. A 125Y buszon felül közlekednek 25-ös, 25Y és 125-ös jelzésű járatok is, hasonló útvonalon.
Jelenlegi menetrendje 2018. július 1-jétől érvényes.

## Járművek
A viszonylaton Alfa Cívis 12 szólóbuszok közlekednek.

## Útvonala
| Veres Péter utca – Vincellér utca |
| --- |
| Veres Péter utca – Vámospércsi út – Vámospércsi út, forduló – Vámospércsi út – Faraktár utca – Kossuth utca – Széchenyi utca – Nyugati utca – Kishegyesi út – Derék utca – Vincellér utca |

## Megállóhelyei
Az átszállási kapcsolatok között az ellenkező irányban közlekedő 25-ös és 125-ös, illetve a Vámospércsi úti betérés nélkül közlekedő 25Y busz nincsen feltüntetve.
| 0  | Veres Péter utca végállomás | |
| 1  | Hold utca                   | 11, 23Y |
| 2  | Regionális Képző Központ    | 11, 23Y, 37 Helyközi buszok |
| 2  | Hármashegy utca             | 23Y, 37 |
| 3  | Kérész utca                 | 23Y, 37 |
| 4  | Vámospércsi út (forduló)    | 23Y, 37 Helyközi buszok |
| 4  | Kérész utca                 | 23Y, 37 |
| 5  | Hármashegy utca             | 23Y, 37 |
| 6  | Regionális Képző Központ    | 11, 23Y, 37 Helyközi buszok |
| 7  | Sólyom utca                 | 11, 37 Helyközi buszok |
| 8  | Komáromi Csipkés György tér | 11, 37, 41 Helyközi buszok Zsuzsi Erdei Vasút                                                                                       |
| 9  | Falóger                     | 37, 41 Helyközi buszok Debrecen-Szabadságtelep                                                                                      |
| 11 | Faraktár utca               | 4, 5, 5A Helyközi buszok 16, 19, 21, 37, 41, 43, A1                                                                                 |
| 12 | Kandia utca                 | 4 19, 37, 41 |
| 13 | Csokonai Színház            | 3, 3A, 4 19, 41 |
| 14 | Debreceni Törvényszék       | 3, 3A, 4 19, 41, 42, A1 |
| 15 | Helyközi autóbusz-állomás   | 3, 3A, 4, 5, 5A 10, 10A, 10Y, 14, 19, 34, 35, 35Y, 36, 41, 42, 46, 46E, 46H, 49, 49Y, 146, A1 Helyközi buszok                       |
| 16 | Segner tér                  | 3, 3A, 4, 5, 5A 10, 10A, 10Y, 11, 13, 14, 17, 24, 24Y, 33, 33E, 34, 35, 35Y, 36, 42, 46, 46E, 46H, 49, 49Y, 146, A1 Helyközi buszok |
| 17 | Kishegyesi út               | 12, 17, 22, 22Y, 24, 24Y, 46, 46H, 146                                                                                              |
| 18 | Dorottya utca               | 12, 17, 22, 22Y, 24, 24Y, 46, 46E, 46H, 146                                                                                         |
| 19 | Derék utca - Jégcsarnok     | 12, 17, 22, 22Y, 24, 24Y, 46, 46E, 46H, 146                                                                                         |
| 20 | Holló László sétány         | 12, 19, 22, 22Y, 24, 24Y, 30, 30A                                                                                                   |
| 21 | Sárvári Pál utca            | 12, 19, 22, 22Y, 24, 24Y, 30, 30A                                                                                                   |
| 22 | Vincellér utca végállomás   | 12, 19, 22, 22Y, 24, 24Y, 30, 30A, 41                                                                                               |